# Філеллінізм
Філелліні́зм (грец. Φιλελληνισμός), або Філелліни (грец. Φιλέλληνας) — агітаційний рух солідарності у 1820-х рр. за визволення Греції від турецького панування, який позначився на західноєвропейському суспільстві та його мистецтві, зокрема літературі.
В античну добу філеллінами себе називали царі Парфії, а пізніше римські імператори Нерон, Траян і, перш за все, Адріан, які надавали Греції особливе заступництво через захоплення її культурними традиціями. 
На початку XIX століття поняття філеллінізму набуло нового сенсу: розпочата 1821 року національно-визвольна боротьба греків проти османського панування знайшла підтримку у більшості Європейських держав. Ідейною основою цієї підтримки стали ідеалізація Класичної Греції, романтико-християнський запал у боротьбі проти турків і політичичний лібералізм.
Серед тисяч добровольців, які прибули на допомогу повстанцям у Грецію з багатьох країн, були болгарські, сербські та чорногорські воїни, польські революціонери, італійські карбонарії. Англійський поет Джордж Байрон став натхненником визвольного руху Греції в Європі, а в Росії своїми віршами про вільну Елладу надихав поет Олександр Пушкін. Серед добровольців-філеллінів були також англійський історик Джордж Фінлей, французькі письменники Франсуа-Рене де Шатобріан та Віктор Гюго. Рух було незабаром придушено реакцією на чолі з Меттерніхом.
Багато відомих філеллінів підтримували Грецький рух за незалежність, такі як Шеллі, Томас Мур, Лі Хант, Кем Гобхаус, Волтер Севідж Лендор і Джеремі Бентам.

## Філікі Етерія
Натхненні ідеями філеллінізму, а також під впливом західноєвропейських таємних товариств 14 вересня 1814 Ніколаос Скуфас, Еммануїл Ксантос, Атанасіос Цакалоф створили в Одесі товариство «Філікі Етерія», яке незабаром почало підготовку Греції до повстання. Впродовж 1817 року «Філікі Етерія» поповнювалася в основному греками з півдня України, Росії, Молдавії та Валахії, але число членів не перевищувало 30, і вже з 1818 року почався масовий вступ до організації. Товариству вдалось досягти впливу не тільки у багатьох областях Греції, але й серед діячів грецької діаспори в інших країнах. 1820 року ватажком етерійців обрано Олександра Іпсіланті. 24 лютого (8 березня за новим стилем) 1821 Іпсіланті, перейшовши російсько-турецький кордон, з Ясс звернувся до грецького народу із закликом до повстання. Повстання спалахнуло 25 березня на півдні Пелопоннесу та впродовж 3 місяців охопило весь Пелопоннес, частину материкової Греції, острова Крит, Кіпр і деякі інші острови Егейського моря.

## Найвідоміші філелліни

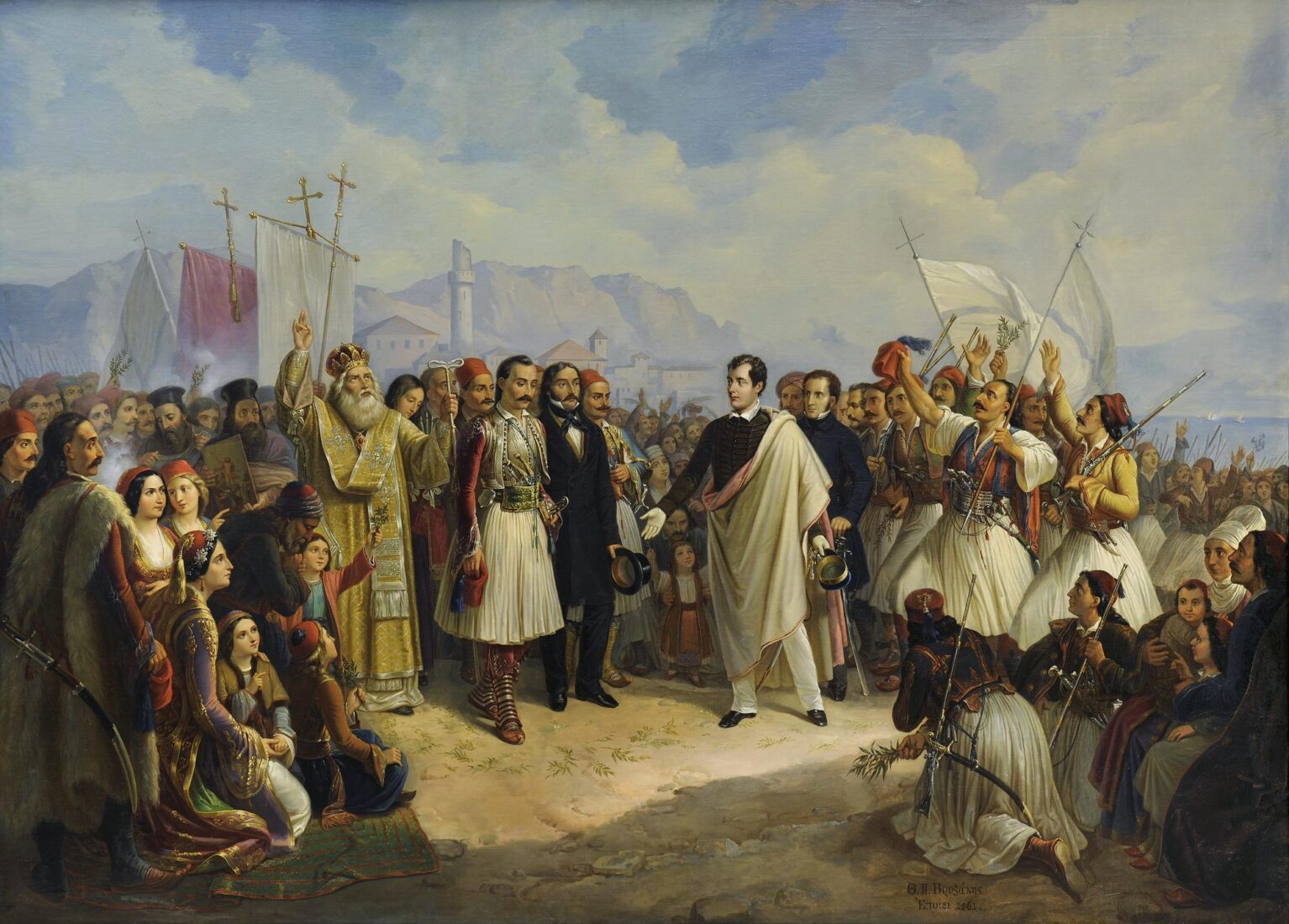
Джордж Байрон у Месолонгіоні в оточенні грецьких повстанців

Джордж Гордон Байрон шанується у Греції як національний герой. Він вважається зачинателем масового руху філеллінізму, а день його смерті 19 квітня визнано Міжнародним днем солідарності філеллінів. Відомо також, що лорд Байрон був одним з найпалкіших опонентів Томаса Брюса Ельджина, який вивіз до Лондона фрагменти фризу та метоп афінського Парфенону. У поемі «Прокляття Мінерви» поет цілком засудив дії Ельджина. Грецький варіант вимови прізвища поета Вірон — і нині популярне чоловіче ім'я у Греції. Одне з передмість Афін також названо на честь Байрона — Віронас.
| - Франц Ксавер фон Баадер - Едвард Кодрінгтон - Луї Дюпре - Шарль Ніколя Фав'є - Адам Фрідель - Віктор Гюго - Йоганн Вольфганг фон Гете - Френк Гастінгс | - Фрідріх Гельдерлін - Вільгельм Мюллер - Альфред де Мюссе - Олександр Сергійович Пушкін - Йоганн-Фрідріх Шиллер - Вільгельм фон Гумбольдт - Персі Біші Шеллі - Король Баварії Людвиг I - Девід Ллойд Джордж, прем'єр-міністр Великої Британії |